# 결절성 다발동맥염

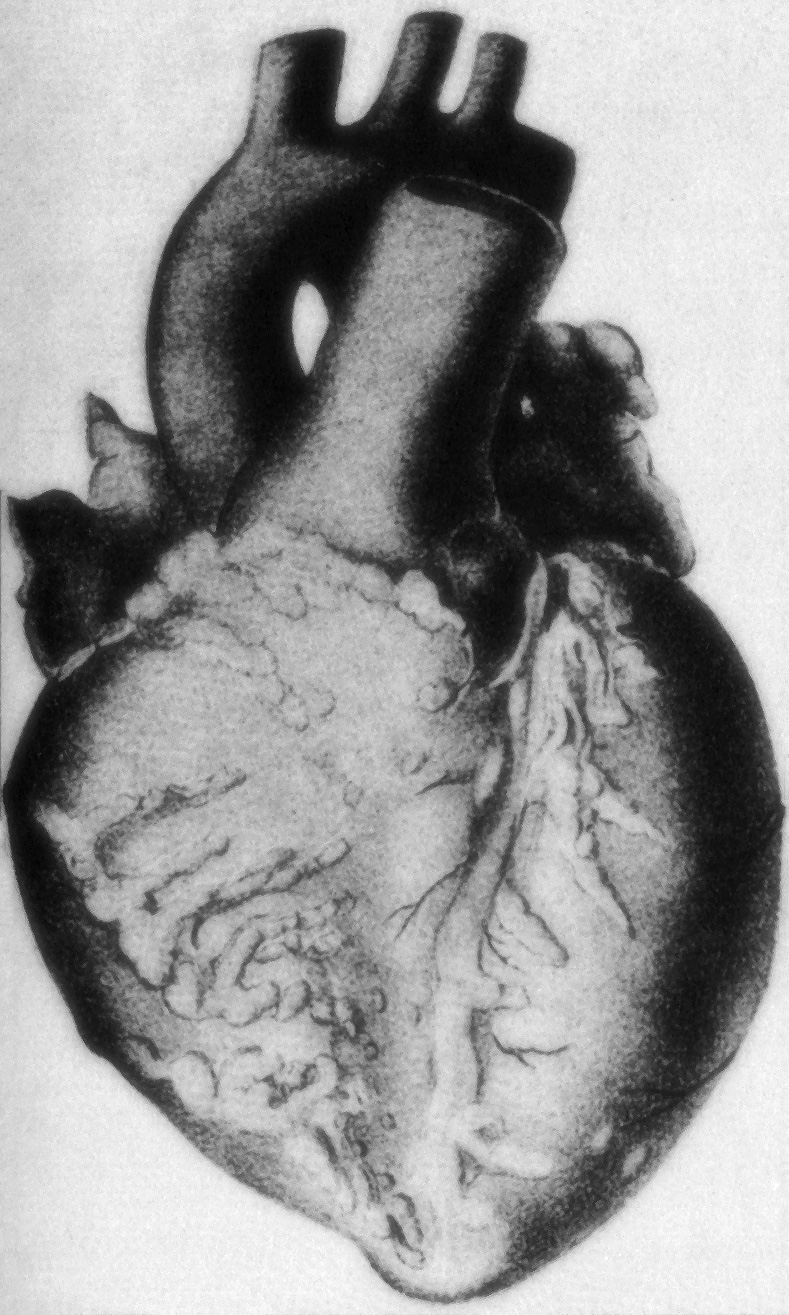

결절성 다발동맥염(結節性多發動脈炎, polyarteritis nodosa, panarteritis nodosa, periarteritis nodosa, Kussmaul disease, Kussmaul-Maier disease, PAN)은 작거나 중간 크기의 근육 동맥의 전신성 혈관염의 하나로, 일반적으로 신장과 내장 혈관을 수반하지만 폐순환은 거의 동반하지 않는다. 결절성 다발동맥염은 유아에게 관찰될 수 있다.
치료를 할 경우, 5년 내 생존률은 80%이지만, 치료를 하지 않으면 5년 내 생존률은 13%이다. 신부전, 심근 경색, 뇌졸중으로 인해 종종 사망에 이를 수 있다.

## 병인
항중성구세포질항체(ANCA)와는 관련이 없지만, 결절성 다발동맥염 환자들 가운데 약 30%가 HBsAg-HBsAb 복합체를 포함하는 침전물(deposit)과 만성적인 B형 간염을 보유하고 있는데 이는 부분적으로 면역복합체매개성 병인이 있음을 가리킨다. 나머지 경우에 대해서는 병인이 알려져 있지 않다. 즉, 고전적 특발성 PAN, 피부 형태의 PAN, 만성 간염과 관련된 PAN 간에 병인적, 임상적 구별이 있을 수 있다.

## 치료
치료에는 프레드니솔론, 시클로포스파미드를 포함하여 면역계를 억제하는 약물 치료를 수반한다. 일부의 경우 메토트렉세이트나 레프루노미드가 유용할 수 있다.